# MacArthur Fellowship
Das MacArthur Fellows Program oder die MacArthur Fellowship (Spitzname MacArthur Genius Grant) ist eine Auszeichnung, welche die MacArthur-Stiftung alljährlich an 20 bis 40 US-Amerikaner verleiht, die – unabhängig von Alter oder Betätigungsfeld – „außerordentliche Verdienste vorzeigen und andauernde und verstärkte kreative Arbeit versprechen“.
Die Stiftung betont, dass „das Stipendium keine Belohnung für vergangene Leistungen ist, sondern vielmehr eine Investition in jemandes Originalität, Einsicht und Potenzial“. Das Preisgeld beträgt jeweils 800.000 US-Dollar (Stand 2022) und wird vierteljährlich über einen Zeitraum von fünf Jahren ausgezahlt.
Für das Stipendium kann man sich nicht bewerben. Die Nominierung erfolgt anonym. Die Preisträger müssen US-Staatsbürger sein oder Resident-Aufenthaltsstatus haben.